# Aminemekound
Aminemekound est un village du Cameroun situé dans le département du Haut-Nyong et la région de l'Est.
Il fait partie de la commune de Nguelemendouka.

## Population
Lors du recensement de 2005, Aminemekound comptait 435 habitants.
Selon le Plan Communal de Développement de Nguelemendouka (2012), la population locale était de 675 personnes.

## Développement
Selon le Plan Communal de Développement de Nguelemendouka (2012), plusieurs mesures ont été envisagées pour le développement de Aminemekound.
1. Construction et équipement d'un magasin de stockage
2. Construction et équipement de 3 salles de classe, l'équipement en 2 table-bancs, la construction d'un bloc latrine à 3 compartiments et l'affectation de 4 enseignants dans l'école primaire d'Aminemekound
3. Construction de 2 logements d’astreintes des enseignants des écoles
4. Réhabilitation d'un point d’eau, la construction de 2 points d’eau
5. Création, construction et équipement d'un nouveau centre d’état civil
6. Extension du réseau électrique
7. Installation d'une antenne relais